# アルレッティ
アルレッティ（Arletty, 1898年5月15日 - 1992年7月24日）は、フランスのクールブヴォア出身のモデル、女優、歌手。本名レオニー・マリア・ジュリア・バティア (Leonie Marie Julia Bathiat)。

## 生涯
プートゥイユのイディス・バルビエ専門学校で教育を受けたあと、軍需工場で女工として働くもすぐに辞めて、速記といった秘書の仕事やモデルを経て、1919年からキャプシーヌ劇場で初舞台を踏み、女優として活動をスタート。リップのレビューを経て、芝居やオペラの上演に参加し、舞台で高い評価を得た後、1930年に映画界に進出。映画出演のかたわら、舞台も1936年にミシェル・シモンと共演したコメディー『Fric-Frac』で大成功を収めた。
映画は1935年、ジャック・フェデーの『ミモザ館』を経て、1938年の『北ホテル』でマルセル・カルネ作品に初出演、その後は年増女にしか出せない艶やかさで、40代になってようやくスター女優として活躍、1942年の『悪魔が夜来る』の出演後の、1945年の『天井桟敷の人々』でジャン＝ルイ・バロー扮する主人公バチストが思いを寄せる女芸人ガランスを演じ、名声を確立、映画史に残る存在となった。パリ解放後は、戦時中にドイツ軍将校の愛人であったことから、対独協力の容疑で一時拘束され、『天井桟敷の人々』の封切にも呼ばれなかったが、やがて嫌疑がはれて、芸能活動を再開、彼女の人気は落ちることがなかった。ダルクール公爵夫人のアントワネットと同性愛関係にあったことも知られている。
1949年にスクリーン復帰、また1962年には唯一のアメリカ映画となった『史上最大の作戦』に出演。舞台ではテネシー・ウィリアムズ原作の『欲望という名の電車』のフランス版でブランチ役を演じるなど、その後も映画と舞台に活躍していたが、1964年から事故が元で視力を失い始め、1966年暮れには完全に失明し、女優業の引退を余儀なくされた。しかし、それでもその美しい声を望まれて、後年は数本の映画のナレーションを務め、ラジオ番組にも出演して健在ぶりを示した。1982年にセザール賞特別賞を受賞、1992年に世を去った。ドキュメンタリーとして1983年と1988年に製作され、また彼女の功績を称え、アルレッティ賞も創設された。
自伝として「女優アルレッティ・天井桟敷のミューズ」がある。ちなみに芸名のアルレッティは、彼女の両親の生地近くを舞台とするモーパッサンの「Monte-Oriol」のヒロインの名前から命名したもの。

## 主な出演作品
| 公開年 | 邦題 原題                             | 役名                         | 備考 |
| ------ | ------------------------------------- | ---------------------------- | ---- |
| 1935   | ミモザ館 Pension Mimosas              | パラソル                     |      |
| 1938   | 北ホテル Hôtel du Nord                | レイモンド                   |      |
| 1939   | 陽は昇る Le jour se lève              | クララ                       |      |
| 1940   | あらし Tempête                        | イダ                         |      |
| 1942   | 悪魔が夜来る Lea Visiteurs du soir    | ドミニク                     |      |
| 1945   | 天井桟敷の人々 Les Enfants du Paradis | ガランス（クレール・レーネ） |      |
| 1949   | 死の肖像 Portrait d'un assassin       | マルタ                       |      |
| 1954   | 外人部隊 Le Grand jeu                 | ブランシュ                   |      |
| 1954   | われら巴里ッ子 L'air de Paris         | ブランシュ                   |      |
| 1962   | ヒッチ・ガール Les petits matins      | ガブリエル                   |      |
| 1962   | 史上最大の作戦 The Longest Day        | バロー夫人                   |      |